# ONE 캠페인
ONE 캠페인(영어: ONE Campaign)은 미국 워싱턴 D.C.에 본부를 둔 빈곤 구제를 위한 민간 비영리 단체이다. 개발 도상국 지역에서 에이즈, 극단적인 빈곤 등에서의 구제 활동을 실시한다. DATA, 게이츠 재단 등 11개 비영리 인도주의 단체에 의해 설립되었다. 본부를 미국에 본부를 두었는데, 이는 미국에 새로운 국제 개발 지원을 요구하는 측면이 있다. 캠페인의 일환으로 밀레니엄 개발 목표를 지지 하고 있다.